# Guillem Garganta i Calbó
Guillem Garganta i Calbó (Barcelona, 19 de maig de 1886 - Desembre de 1973) pianista i compositor.
Va esdevenir pianista i va realitzar els seus primers estudis musicals amb els mestres Lluís Millet i Pagès i A. Quintas.
Es va traslladar el 1911 a França per continuar els seus estudis amb la pianista Blanca Selva. Durant la dècada de 1910 va ser director de diversos orfeons i escoles. També va fer nombrosos recitals com a pianista, actuant en diverses ocasions amb les associacions de música de Madrid, Barcelona i Societats Filharmòniques de les principals capitals.
Va col·laborar amb els mestres Eduard Toldrà, Joan Massiá, Costa, Juan Manén, Gaspar Cassadó, Sala, Britt, Plantada, i altres, així com amb les agrupacions Quartet Renaixement i Sextet Granados, amb què va fer nombrosos concerts.
Va formar duo a dos pianos amb Pedro Vallribera, participant a les Sessions Bach de Barcelona.
També va actuar el 1915 en un trio amb Joan Massiá i Josep Ricart Matas, interpretant diversos concerts al Cercle de Belles Arts de Barcelona, i en un altre duo amb Joan Massià. El 1928 va ocupar la plaça de professor de Piano al Conservatori del Liceu de Barcelona. Fundà l'Escola Blanca Selva, de la qual fou professor.